# Royston (Geòrgia)
Royston és una població dels Estats Units a l'estat de Geòrgia. Segons el cens del 2000 tenia 2.493 habitants.

## Demografia
Segons el cens del 2000, Royston tenia 2.493 habitants, 1.016 habitatges, i 610 famílies. La densitat de població era de 281,4 habitants/km².
Dels 1.016 habitatges en un 27,2% hi vivien nens de menys de 18 anys, en un 37,3% hi vivien parelles casades, en un 19,7% dones solteres, i en un 39,9% no eren unitats familiars. En el 35,9% dels habitatges hi vivien persones soles el 20,1% de les quals corresponia a persones de 65 anys o més que vivien soles. El nombre mitjà de persones vivint en cada habitatge era de 2,27 i el nombre mitjà de persones que vivien en cada família era de 2,97.
Per edats la població es repartia de la següent manera: un 23,4% tenia menys de 18 anys, un 8,5% entre 18 i 24, un 22,7% entre 25 i 44, un 20,1% de 45 a 60 i un 25,4% 65 anys o més.
L'edat mediana era de 40 anys. Per cada 100 dones de 18 o més anys hi havia 68,6 homes.
La renda mediana per habitatge era de 22.024 $ i la renda mediana per família de 31.845 $. Els homes tenien una renda mediana de 27.500 $ mentre que les dones 21.580 $. La renda per capita de la població era de 14.750 $. Entorn del 19,7% de les famílies i el 24,7% de la població estaven per davall del llindar de pobresa.

## Poblacions més properes
El següent diagrama mostra les poblacions més properes.